# Chain of Rocks Bridge
Chain of Rocks Bridge („łańcuch skał”) - most przekraczający rzekę Missisipi na północnym krańcu St. Louis (Missouri). Wschodni koniec mostu znajduje się na wyspie Chouteau Island (będącej częścią Madison, Illinois), podczas gdy zachodni koniec jest na linii brzegowej Missouri.
Most ten był przejściem używaną przez trasę Route 66 by przekraczać Missisipi. Jego najbardziej znaczącą cechą jest 22-stopniowe zgięcie na środku przejścia, niezbędne dla nawigacji na rzece. Pierwotnie będący trasą dla motorów, obecnie przenosi pieszych oraz cyklistów przez rzekę. Most ten został dodany do Narodowego Wykazu Miejsc Historycznych w USA w 2006 r.

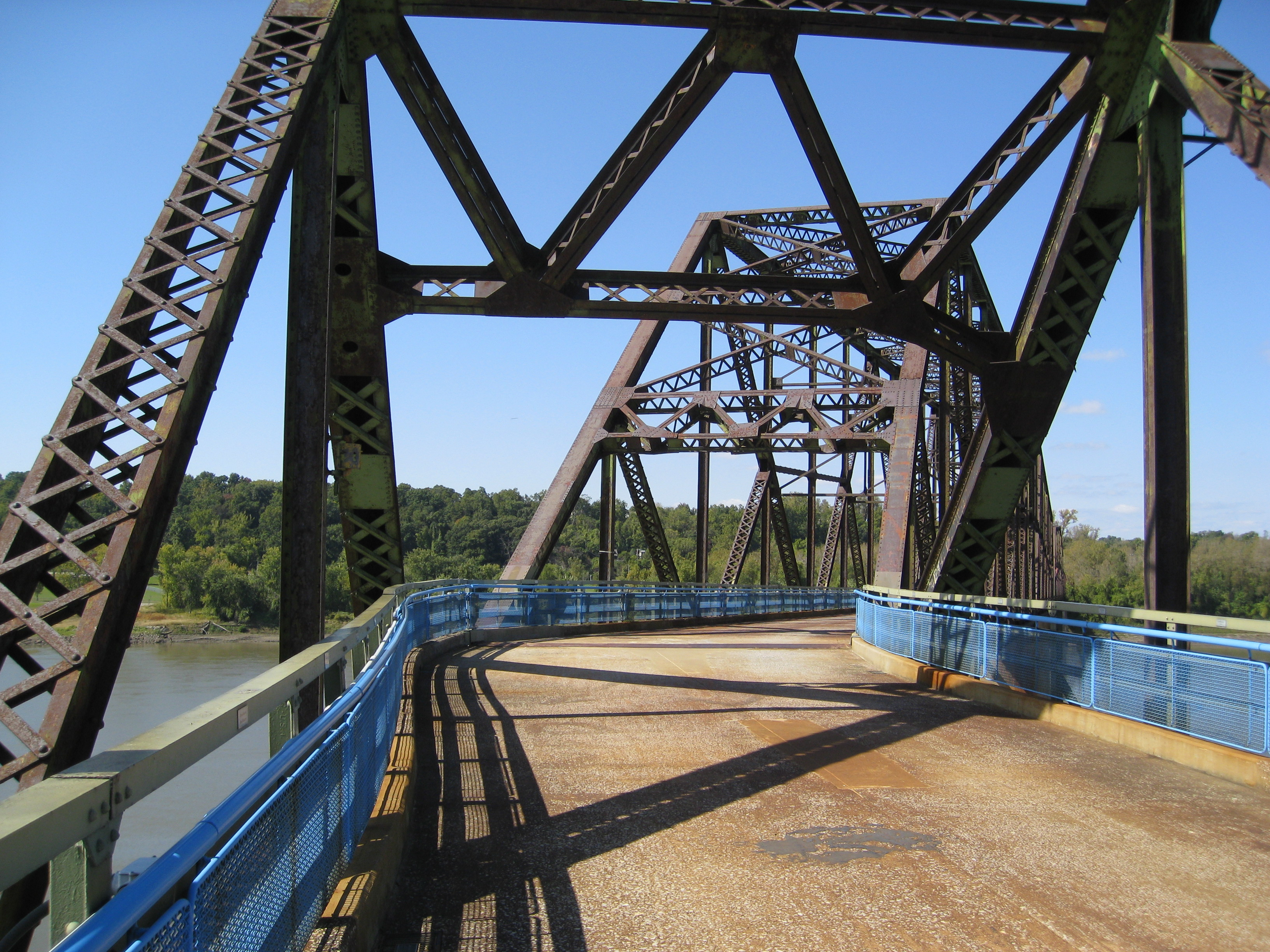
Widok na most